# 1693
Năm 1693 (Số La Mã:MDCXCIII) là một năm thường bắt đầu vào thứ năm (liên kết sẽ hiển thị đầy đủ lịch) trong lịch Gregory (hoặc một năm thường bắt đầu vào Chủ Nhật của lịch Julius chậm hơn 10 ngày).